# جاكلين شابي
جاكلين شابي (بالفرنسية: Jacqueline Chabbi)‏‏ (و. 1943)، هي مؤرخة فرنسية وأستاذ الدراسات العربية في جامعة پاريس الثامنة. تركز أبحاثها حول تاريخ العالم الإسلامي في العصور الوسطى.

## سيرتها
شابي حاصلة على الأگريگي في اللغة العربية وقدمت أطروحة عام 1992 حول الدراسات العربية والإسلامية في جامعة پاريس-السوربون 1. كانت أستاذ مساعد في الجامعة.

## مؤلفاتها

### كتب
- القرن المفسر: شخصيات مقدسة في الجزيرة العربية قالب:إنج1، المقدمة لأندري كاكو، 415 صفحة، الطبعات (فايار (1 فبراير 2008). ((ردمك 2213635285) and 978-2213635286)
- رب القبائل. إسلام محمد قالب:إنج1، 725، عن دار نويزيس (أگني ڤينو) (1997). ((ردمك 2911606132) و 978-2911606137) إعادة طباعة du CNRS، 734 صفحة (20 مايو 2010). ((ردمك 978-2-271-06711-1))[8][9] الطبعة العربية، عن دار الجمل، ترجمة: ناصر بن رجب، يوليو 2020.

### مقالات
ألفت شابي الكثير من المقالات، بعضها عن الصوفية.
- مقالة عن الصوفية في الموسوعة العالمية.
- مقال عن استشهاد الحلاج في الموسوعة العالمية.
- ملاحظات حول التطور التاريخي الحركات النسكية والصوفية في خراسان، الدراسات الإسلامية، رقم XLVI، 1977، ص. 5-72.[12]

## الهوامش
المخطوطة بعنوان «غرب شبه الجزيرة العربية في أوائل القرن السابع» قالب:إنج1. العمل، بقيادة جمال الدين بن شيخ، يركز على السياق التاريخي والاجتماعي لتجميع وقراءة القرآن (تمثيلات ومواقف في غرب شبه الجزيرة العربية في أوائل القرن السابع) المصدر SUDOC (الأطروحة + جاكلين + شابي).

## وصلات خارجية
- جاكلين شابي على موقع أرشيف الشارخ.
- http://www.liberation.fr/societe/2013/02/15/mahomet-le-prophete-posthume_882151
- http://www.mondedelabible.com/portrait-de-chercheur/portrait-de-jacqueline-chabbi/